# 門司ゴルフ倶楽部
門司ゴルフ倶楽部（もじゴルフくらぶ）は、福岡県北九州市門司区にあるゴルフ場である。

## 概要
昭和初期、門司の市長や商工会議所などが、「門司にもゴルフ場を」と動いたことに始まる。門司港は国際港で、大連、青島、台湾などから来た人たちが、小倉競馬場内の小さなゴルフ場の「北方リンクス」でプレーした。総鎮守・甲宗八幡宮の神官が、ゴルフ場用地にと櫛毛山麓松ヶ江村吉志の山林を探してきた。
コース設計は、「廣野ゴルフ倶楽部」の役員・高畑誠一が、廣野ゴルフ倶楽部にいた上田治に設計をやらせた。1934年（昭和9年）11月3日、9ホールのコースが完成、仮開場された。翌1935年（昭和10年）、クラブハウスが落成した、屋根は茅葺屋根の2階建てであった。
1943年（昭和18年）3月、軍命令でコースが閉鎖され、築城、曽根両飛行場に芝を供出するため兵舎が建てられた。米軍第24師団長・マコーリー中将は荒れたコースの改修を行った。
1950年（昭和25年）7月、9ホールが復活した。1951年（昭和26年）頃より、9ホールの増設計画が開始され、1953年（昭和28年）3月5日、9ホール増設工事が着工された。同年11月3日、9ホール（現・アウトコース）が完成し、18ホール規模のゴルフ場が正式開場された。1960年（昭和35年）6月、名物のクラブハウスの茅葺屋根が「防災上難点がある」と姿を消した。
上田の代表的な8コースで「上田治クラシック会」を結成している、地域を越えてお互いにゴルフを楽しみ、会員間の親睦交流をはかり、倶楽部運営の活性化の一助としている。「門司ゴルフ倶楽部」（福岡県、1934年（昭和9年）開場）、「大阪ゴルフクラブ」（大阪府、1937年（昭和12年）開場）、「古賀ゴルフ・クラブ」（福岡県、1953年（昭和28年）開場）、「下関ゴルフ倶楽部」（山口県、1956年（昭和31年）開場）、「奈良国際ゴルフ倶楽部」（奈良県、1957年（昭和32年）開場）、「小野ゴルフ倶楽部」（兵庫県、1961年（昭和36年）開場）、「茨城ゴルフ倶楽部」（茨城県、1962年（昭和37年）開場）、「広島カンツリー倶楽部」（広島県、1963年（昭和38年）開場）。

## 所在地
〒800-0114 福岡県北九州市門司区大字吉志175番地番地

## コース情報
- 開場日 - 1934年11月3日
- 設計者 - 上田 治
- 面積 - 610,000m2（約18.4万坪）
- コースタイプ - 丘陵コース
- コース - 18ホールズ、パー72、6,700ヤード、コースレート、メイン71.9、サブ69.8
- フェアウェー - コウライ
- ラフ - ノシバ
- グリーン - 2グリーン、コウライ
- ハザード - バンカー60、池が絡むホール5
- ラウンドスタイル - 全組キャディ付、歩いてのラウンド、１組4人が原則、状況によりツーサム可
- 練習場 - 10打席30ヤード
- 休場日 - 毎週月曜日、12月31日、1月1日、8月15日[3]

## クラブ情報
- ハウス面積 - 2,805m2（約848.5坪）
- ハウス設計 - レーモンド設計事務所
- ハウス施工 - 株式会社竹中工務店[4]

## ギャラリー
- コース - 「門司ゴルフ倶楽部」、コースの紹介、2021年3月23日閲覧
- ハウス - 「門司ゴルフ倶楽部」、施設の紹介、2021年3月23日閲覧

## 交通アクセス
鉄道
- 九州旅客鉄道 - 門司駅より タクシー利用約15分
- 山陽新幹線 - 小倉駅より タクシー利用約30分[5]

道路
- 北九州都市高速道路 - 長野出入口より 約6km
- 九州自動車道 - 小倉東ICより 約6km
- 九州自動車道 - 門司ICより 約9km[5]

## エピソード
- 「門司ゴルフ倶楽部」のコース設計をした上田治の設計図には、「下関要塞司令官検閲済」の捺印がある[6]。
- 「門司ゴルフ倶楽部」は、高畑誠一、上田治を介して「廣野ゴルフ倶楽部」と縁が深い[6]。

## 関連文献
- 『ふるさと飛行 福岡県航空写真集』、「門司ゴルフ倶楽部」、福岡 西日本新聞社、1983年10月、2021年3月23日閲覧
- 『ゴルフ場ガイド 西版』、2006-2007、「門司ゴルフ倶楽部」、東京 ゴルフダイジェスト社、2006年5月、2021年3月23日閲覧
- 『北九州地域における戦前の建築と戦後復興の建築活動に関する研究』「門司ゴルフ倶楽部」「門司ゴルフ倶楽部のレーモンドへの設計依頼の経緯」「門司ゴルフ倶楽部の建築」、尾道健二・内田千彰・開田一博執筆、北九州 北九州産業技術保存継承センター、2010年3月、2021年3月23日閲覧
- 『美しい日本のゴルフコース BEAUTIFUL GOLF CULTURE IN JAPAN 日本のゴルフ110年記念 ゴルフは日本の新しい伝統文化である』、ゴルフダイジェスト社「美しい日本のゴルフコース」編纂委員会編、「昭和9年、国際港「門司」に待望のゴルフ場が完成。上田治設計で「小廣野」と呼ばれた」、東京 ゴルフダイジェスト社、2013年12月、2021年3月23日閲覧
- 『昭和戦後の西洋館 九州・山口・島根の〈現代レトロ建築〉』、「門司ゴルフ倶楽部クラブハウス」、森下友晴著、福岡 忘羊社、2015年2月、2021年3月23日閲覧